# West Pocomoke
West Pocomoke és una concentració de població designada pel cens dels Estats Units a l'estat de Maryland. Segons el cens del 2000 tenia 498 habitants.

## Demografia
Segons el cens del 2000, West Pocomoke tenia 498 habitants, 217 habitatges, i 141 famílies. La densitat de població era de 20,5 habitants per km².
Dels 217 habitatges en un 19,8% hi vivien nens de menys de 18 anys, en un 51,2% hi vivien parelles casades, en un 10,1% dones solteres, i en un 35% no eren unitats familiars. En el 28,6% dels habitatges hi vivien persones soles el 14,7% de les quals corresponia a persones de 65 anys o més que vivien soles. El nombre mitjà de persones vivint en cada habitatge era de 2,29 i el nombre mitjà de persones que vivien en cada família era de 2,83.
Per edats la població es repartia de la següent manera: un 19,3% tenia menys de 18 anys, un 6,8% entre 18 i 24, un 26,9% entre 25 i 44, un 27,3% de 45 a 60 i un 19,7% 65 anys o més.
L'edat mediana era de 43 anys. Per cada 100 dones de 18 o més anys hi havia 90,5 homes.
La renda mediana per habitatge era de 21.635 $ i la renda mediana per família de 29.792 $. Els homes tenien una renda mediana de 25.865 $ mentre que les dones 16.058 $. La renda per capita de la població era de 26.318 $. Entorn del 17,2% de les famílies i el 20,6% de la població estaven per davall del llindar de pobresa.

## Poblacions més properes
El següent diagrama mostra les poblacions més properes.